# 苑裡溪
苑裡溪，是位於台灣西北部的縣市管河川。主流河長16.50公里，流域面積13.38平方公里，涵蓋苗栗縣通霄鎮西南端一小塊及苑裡鎮北部地區。主流發源於苑裡鎮蕉埔里蕉埔東南側山谷，向西北流而注入臺灣海峽。

## 水系主要河川
以下由下游至源頭列出西湖溪水系主要河川，其中粗體字為主流河道。 
- 苑裡溪：苗栗縣通霄鎮、苑裡鎮
  - 苑裡坑溪：苗栗縣苑裡鎮
  - 大埔溪：苗栗縣苑裡鎮